# Austrochthonius semiserratus
Espèce
Austrochthonius semiserratus est une espèce de pseudoscorpions de la famille des Chthoniidae.

## Distribution
Cette espèce se rencontre au Chili et en Brésil.

## Publication originale
- Beier, 1930 : Alcuni Pseudoscorpioni esotici raccolti dal Prof. F. Silvestri. Bollettino del Laboratorio di Zoologia Generale e Agraria del R. Istituto Superiore Agrario in Portici, vol. 23, p. 197-209.